# Anton Joksch
Anton Joksch (* 13. April 1900 in Eving; † 27. Januar 1962 in Lünen) war ein deutscher Radrennfahrer.

## Sportliche Laufbahn
Joksch war im Bahnradsport aktiv. Er war Teilnehmer der Olympischen Sommerspiele 1928 in Amsterdam. In der Mannschaftsverfolgung wurde der deutsche Bahnvierer mit Josef Steger, Anton Joksch, Kurt Einsiedel und Hans Dormbach auf dem 5. Rang klassiert.
Er startete für den 1. Rad- und Motorsportverein Vehmlinde 1921. 1924 wurde er hinter Paul Oszmella Zweiter in der nationalen Meisterschaft im Sprint der Amateure. 1927 kam er auf den dritten Rang. Nach den Olympischen Spielen wurde er Berufsfahrer. Joksch bestritt einige Sechstagerennen.

## Berufliches
Von Beruf war Joksch gelernter Bauschlosser.